# Franklin County (Texas)
Das Franklin County ist ein County im Bundesstaat Texas der Vereinigten Staaten. Das U.S. Census Bureau hat bei der Volkszählung 2020 eine Einwohnerzahl von 10.359 ermittelt. Der Sitz der Countyverwaltung (County Seat) befindet sich in Mount Vernon. Das County gehört zu den Dry Countys, was bedeutet, dass der Verkauf von Alkohol eingeschränkt oder verboten ist.

## Geographie
Das County liegt nordöstlich des geographischen Zentrums von Texas und etwa 40 km vor der Grenze zu dem Bundesstaat Oklahoma. Es hat eine Fläche von 763 Quadratkilometern, wovon 24 Quadratkilometer Wasserfläche sind. Es grenzt im Uhrzeigersinn an folgende Countys: Red River County, Titus County, Camp County, Wood County und Hopkins County.

## Geschichte
Franklin County wurde am 6. März 1875 aus Teilen des Titus County gebildet und die Verwaltungsorganisation am 30. April folgenden Monats abgeschlossen. Benannt wurde es nach Benjamin Cromwell Franklin (1805–1873), dem ersten Richter der Republik Texas. Franklin diente als Offizier im Texanischen Unabhängigkeitskrieg und war 1845 Abgeordneter in der State Legislature des Bundesstaats.

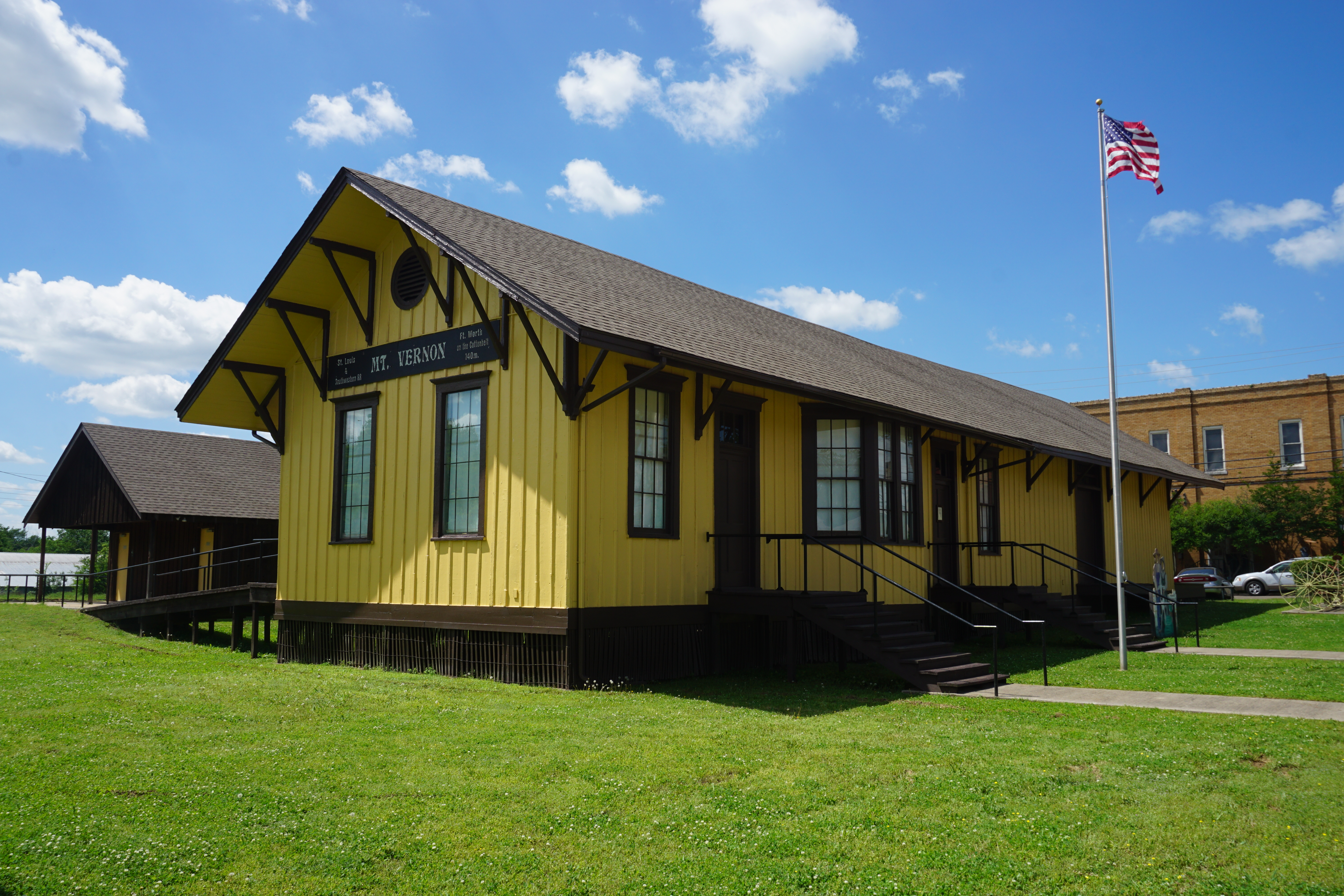
Das Cotton Belt Depot Museum im Mount Vernon Downtown Historic District. Dieser Historic District ist einer von vier Einträgen des Countys im NRHP.

Vier Bauwerke und Stätten des Countys sind im National Register of Historic Places (NRHP) eingetragen (Stand 24. Mai 2019).

## Demografische Daten

Alterspyramide des Franklin Countys (Stand: 2000)

Nach der Volkszählung im Jahr 2000 lebten im Franklin County 9.458 Menschen in 3.754 Haushalten und 2.732 Familien. Die Bevölkerungsdichte betrug 13 Einwohner pro Quadratkilometer. Ethnisch betrachtet setzte sich die Bevölkerung zusammen aus 89,19 Prozent Weißen, 3,94 Prozent Afroamerikanern, 0,63 Prozent amerikanischen Ureinwohnern, 0,21 Prozent Asiaten und 5,14 Prozent aus anderen ethnischen Gruppen; 0,88 Prozent stammten von zwei oder mehr Ethnien ab. 8,90 Prozent der Einwohner waren spanischer oder lateinamerikanischer Abstammung.
Von den 3.754 Haushalten hatten 30,1 Prozent Kinder oder Jugendliche, die mit ihnen zusammen lebten. 61,9 Prozent waren verheiratete, zusammenlebende Paare 8,4 Prozent waren allein erziehende Mütter und 27,2 Prozent waren keine Familien. 24,6 Prozent waren Singlehaushalte und in 12,8 Prozent lebten Menschen im Alter von 65 Jahren oder darüber. Die durchschnittliche Haushaltsgröße betrug 2,48 und die durchschnittliche Familiengröße betrug 2,95 Personen.
24,3 Prozent der Bevölkerung war unter 18 Jahre alt, 7,3 Prozent zwischen 18 und 24, 24,8 Prozent zwischen 25 und 44, 25,0 Prozent zwischen 45 und 64 und 18,5 Prozent waren 65 Jahre alt oder älter. Das Medianalter betrug 40 Jahre. Auf 100 weibliche Personen kamen 94,3 männliche Personen und auf 100 Frauen im Alter von 18 Jahren oder darüber kamen 92,8 Männer.
Das jährliche Durchschnittseinkommen eines Haushalts betrug 31.955 USD, das Durchschnittseinkommen einer Familie betrug 37.064 USD. Männer hatten ein Durchschnittseinkommen von 28.806 USD, Frauen 19.361 USD. Das Prokopfeinkommen betrug 17.563 USD. 12,5 Prozent der Familien und 15,6 Prozent der Einwohner lebten unterhalb der Armutsgrenze.

## Orte im County
- Cypress
- Daphne
- Hagansport
- Hopewell
- Macon
- Majors
- Mount Vernon
- Purley
- Scroggins
- Winnsboro